# Mallinella kibonotensis
Mallinella kibonotensis là một loài nhện trong họ Zodariidae.
Loài này thuộc chi Mallinella. Mallinella kibonotensis được Robert Bosmans & van Hove miêu tả năm 1986.